# Корновац (гмина)
Корновац (пол. Kornowac) — сельская гмина (волость) в Польше, входит как административная единица в Рацибужский повет, Силезское воеводство. Население — 4707 человек (на 2004 год).

## Сельские округа
1. Кобыля
2. Корновац
3. Ланьце
4. Погжебень
5. Жухув

## Соседние гмины
1. Гмина Любомя
2. Гмина Льыски
3. Пшув
4. Рацибуж